# Правительство Аландских островов

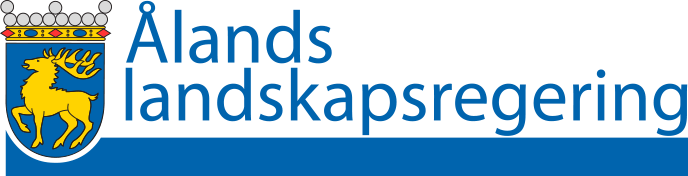
Логотип Правительства Аландских островов

Герб Аландских островов

Правительство Аландских островов (швед. Ålands landskapsregering) — орган исполнительной власти Аландских островов (автономная провинция Финляндии). Во главе правительства находится лантродет («советник провинции»).
Число членов правительства («провинциального управления») не должно превышать восьми человек. Правительство назначается Лагтингом на основе принципа парламентаризма после переговоров между политическими партиями. Цель переговоров — создание правительства, которое опирается на как можно более широкое большинство в Лагтинге, хотя по законодательству возможно образование правительства меньшинства.

## СписоклантродетовАландских островов (1922-настоящее время)
- Карл Бьёркман (1922—1938)
- Виктор Страндфэльт (1938—1955)
- Хуго Юханссон (1955—1967)
- Мартин Исакссон (1967—1972)
- Аларик Хэггблум (1972—1979)
- Фолке Войвалин (1979—1988)
- Суне Эрикссон (1988—1991)
- Рагнар Эрландссон (1991—1995)
- Рогер Янссон (1995—1999)
- Рогер Нордлунд (1999—2007)
- Вивека Эрикссон (2007—2011)
- Камилла Гунелл (2011—2015)
- Шёгрен, Катрин (2015—2019)
- Тёрнрос, Вероника (с 18 октября 2019 года)

## Правительство (2011—2015)
Партии членов правительства: Аландская социал-демократическая партия (S), Аландский центр (C), Независимый блок (OBS), Аландские умеренные (M).
Премьер-министр (лантрод):
- Камилла Гунелл (S)

Вице-премьер (вице-лантрод), Министр финансов:
- Рогер Нордлунд (C)

Министр образования и культуры:
- Йохан Эн (M)

Министр социальных вопросов и окружающей среды:
- Карина Аалтонен (S)

Министр администрации:
- Гун-Мари Линдхольм (OBS)

Министр промышленности и торговли:
- Фредрик Карлстрем (OBS)

Министр связи и инфраструктуры:
- Вероника Тернрус (C)

## Правительство (2007—2011)
Партии членов правительства: Аландский центр (C), Аландская либеральная партия (LIB).
Премьер-министр (лантрод):
- Вивека Эрикссон (LIB)

Вице-премьер (вице-лантрод), Министр образования и культуры:
- Бритт Лундберг (C)

Министр финансов:
- Матс Перема (LIB)

Министр социальных дел и окружающей среды:
- Катрин Шергена (LIB)

Министр администрации:
- Рогер Эрикссон (LIB)

Министр промышленности и торговли:
- Ян-Эрик Мэттссон (C)

Министр связи:
- Рунэр Карлссон (C) 2007—2009
- Вероника Тернрус (C) 2009-